# Ingá-mirim
O ingá-mirim (  Inga fagifolia L.) é uma árvore nativa do Brasil, encontrada em várias regiões do país. Pertence a família botânica Leguminosae-mimosoideae.